# Büyükorhan-Talsperre
Die Büyükorhan-Talsperre (türkisch Büyükorhan Barajı) ist eine Talsperre am Cuma Deresi, einem Zufluss des Orhaneli Çayı, in der Provinz Bursa im Nordwesten der Türkei.
Die Büyükorhan-Talsperre befindet sich 5 km nordöstlich der Stadt Büyükorhan.
Sie wurde in den Jahren 1985–1992 mit dem Zweck der Bewässerung und Trinkwasserversorgung errichtet.
Das Absperrbauwerk ist ein 32 m hoher Erdschüttdamm.
Das Dammvolumen beträgt 130.000 m³. 
Der Stausee bedeckt bei Normalstau eine Fläche von 1,05 km². Der Speicherraum beträgt 6,93 Mio. m³.  
Die Talsperre ist für die Bewässerung einer Fläche von 707 ha ausgelegt.